# Magic 8 Ball

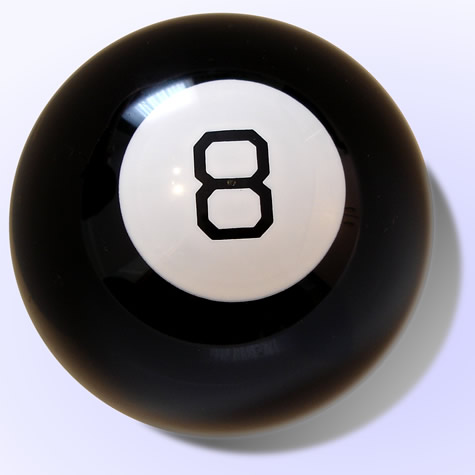
Magic 8 Ball

Der Magic 8 Ball ist ein Spielzeugartikel, der einer schwarzweißen Billardkugel (Nummer acht) ähnelt. Das Original wurde in den 1950er Jahren entwickelt und durch Mattel hergestellt und vertrieben. Durch einen Mechanismus im Inneren kann die Kugel zufällige Antworten auf mit „ja“ oder „nein“ beantwortbare Fragen geben.

## Funktionsweise
Die schwarze Kunststoffkugel ist mit einer undurchsichtigen, dunkelblauen Flüssigkeit gefüllt, in der ein Ikosaeder (Zwanzigflächner) schwimmt, auf dessen Flächen die verschiedenen Antworten in erhabenen Buchstaben stehen. Gegenüber der 8 befindet sich auf der Kugeloberfläche ein Fenster, in dem man die Antworten lesen kann. Man soll die Kugel benutzen, indem man das Sichtfenster nach unten hält, seine Frage stellt und anschließend die Kugel umdreht. Anders als häufig angenommen, ist es nicht empfehlenswert, die Kugel zu schütteln, da dies zu Blasenbildung der Flüssigkeit führt und die korrekte Funktion beeinträchtigt.
Von den 20 Antworten sind 10 bejahend (positiv), 5 verneinend (negativ) und 5 neutral.

## Mögliche Antworten
Die 20 Antwortmöglichkeiten eines Standard-Magic-8-Balls sind:
| ● It is certain. ● It is decidedly so. ● Without a doubt. ● Yes – definitely. ● You may rely on it. | ● As I see it, yes. ● Most likely. ● Outlook good. ● Yes. ● Signs point to yes. | ● Reply hazy, try again. ● Ask again later. ● Better not tell you now. ● Cannot predict now. ● Concentrate and ask again. | ● Don’t count on it. ● My reply is no. ● My sources say no. ● Outlook not so good. ● Very doubtful. |

Bejahend (●), neutral (●), verneinend (●).

## Galerie

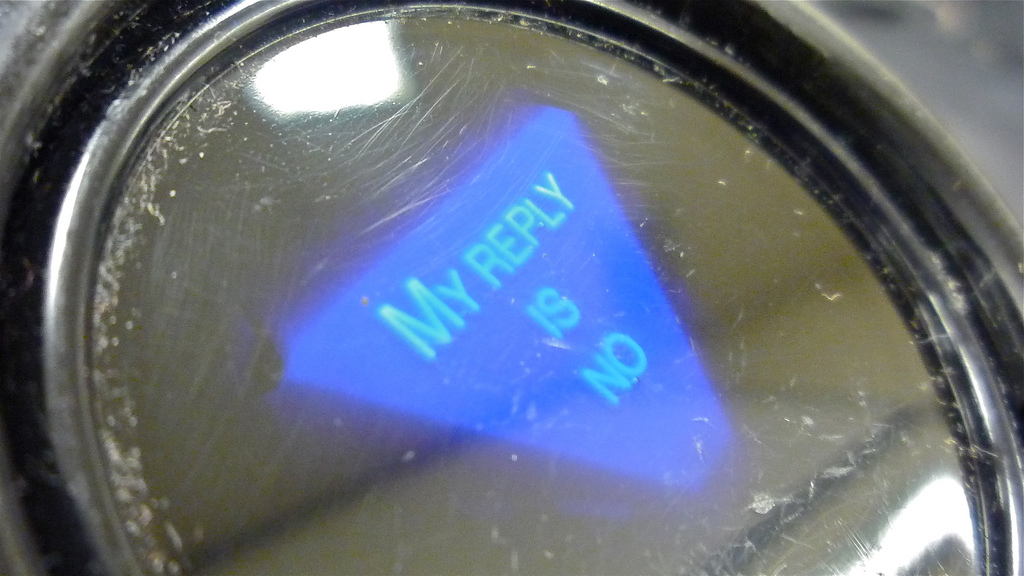
MY REPLY IS NO
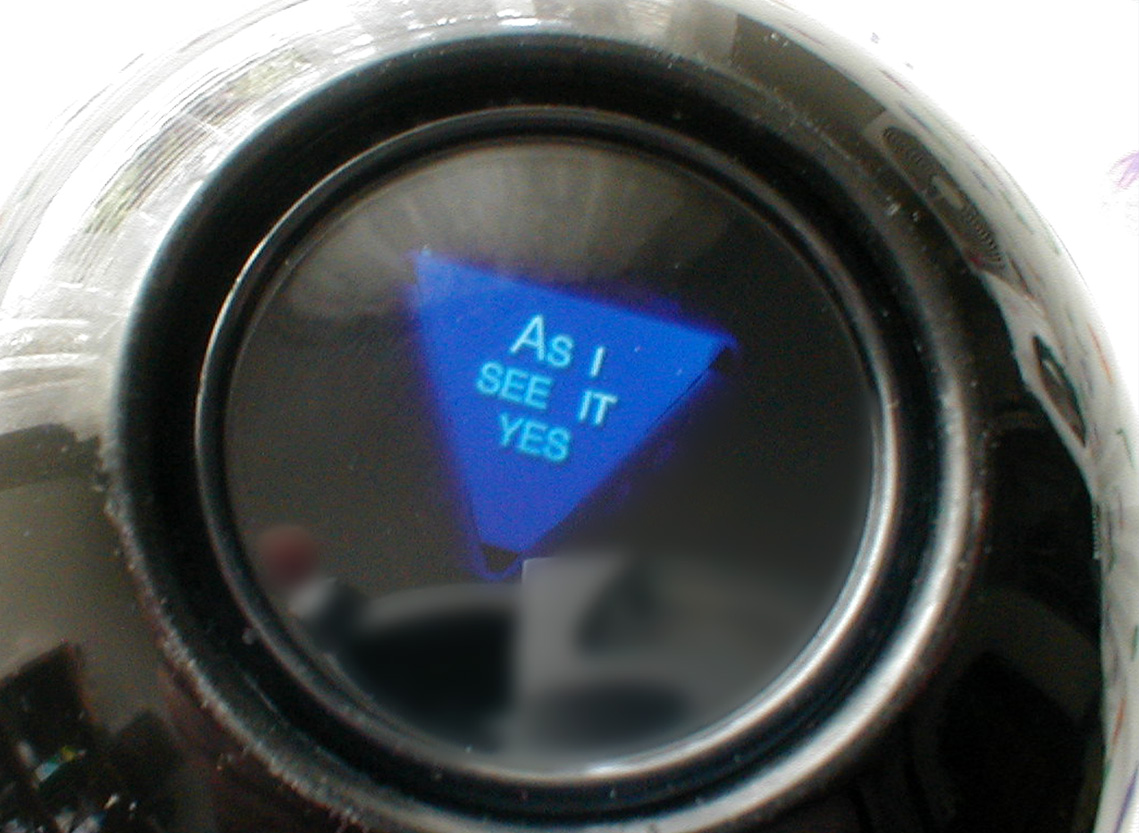
AS I SEE IT YES
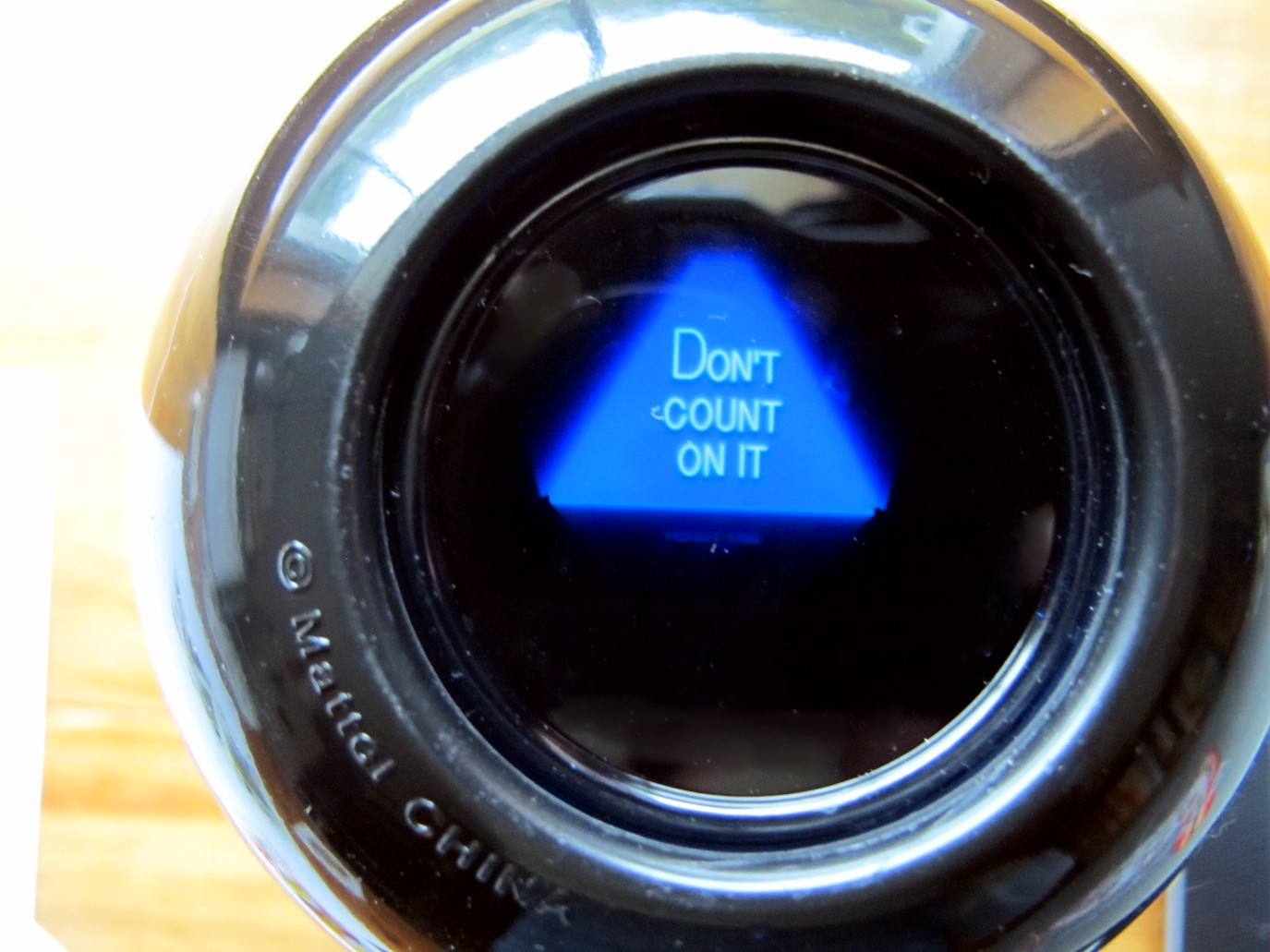
DON’T COUNT ON IT
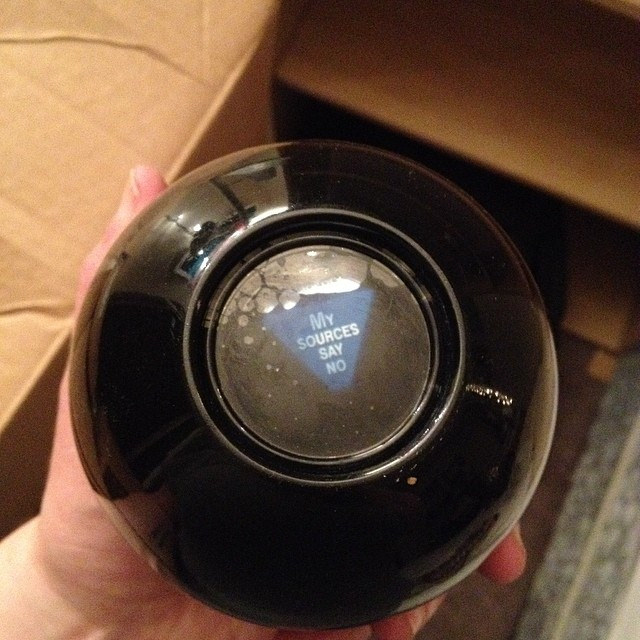
MY SOURCES SAY NO
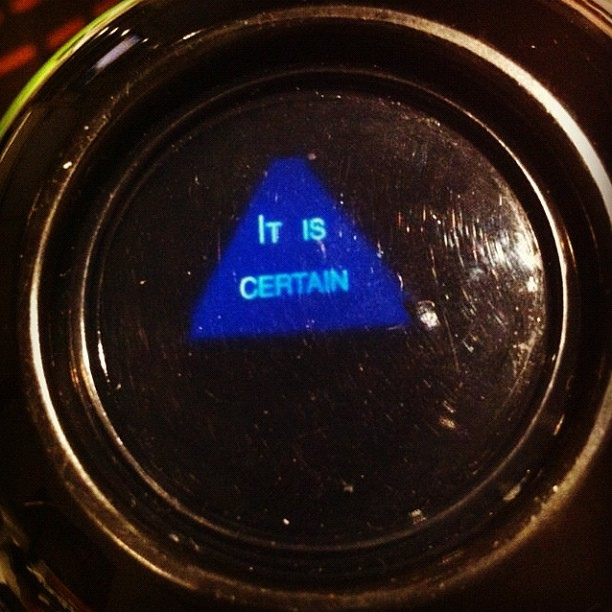
IT IS CERTAIN
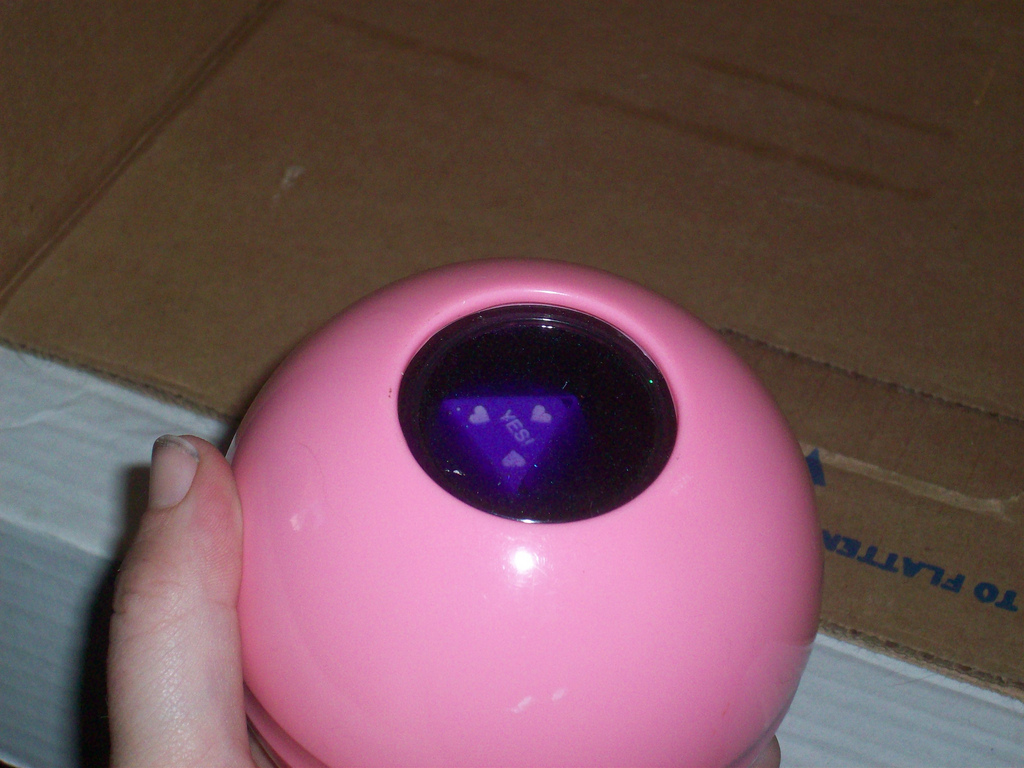
YES

## Trivia
In der Episode Liebe und Intrige (Folge 58, Staffel 3) der Zeichentrickserie Die Simpsons von 1993 ist ein schwarzer Magic 8 Ball ein zentraler Gegenstand der Handlung.